# 예벤키 자치구

예벤키 자치구(러시아어: Эвенки́йский автоно́мный о́круг/Эвенки́я, 에벤크어: Эвэды автономнай округ)는 크라스노야르스크 변경주에 속해있는 자치구였다. 또한 예벤키 자치구의 면적은 767,600 km2이다.
예벤키 자치구는 타이미르 자치구와 함께 2007년 1월 1일에는 크라스노야르스크 변경주과 통합되면서 크라스노야르스크 변뎡주 예벤키스키군으로 바뀌었다.

### 시간대
예벤키 자치구는 크라스노야르스크 시간(KRAT/KRAST)에 놓여있었다. UTC와의 시차는 +0700 (KRAT)/+0800 (KRAST)이었다.

## 상징

예벤키 자치구의 기
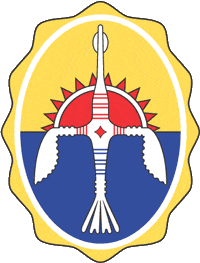
예벤키 자치구의 문장

## 행정 구역

### 군
- 바이키츠키군
- 일림피스키군
- 툰구스코춘스키군

## 주민
인구 (2002년): 1만 7,697명
소수민족:
1만7,697명의 거주민중 67개의 민족이 거주하는데, 1만958명이 러시아인 (62%), 3,802명이 예벤키족 (21.5%), 991명이 야쿠트족 (5.6%), 550명이 우크라이나인 (3.1%), 211명이 케트족 (1.2%), 162명이 타타르족 (0.91%), 152명이 하카스족 (0.86%), 127명이 볼가 독일인 (0.72%)이다.